# Nowy Przegląd Literatury i Sztuki
Nowy Przegląd Literatury i Sztuki – miesięcznik o charakterze literacko-artystycznym ukazujący się w Warszawie od połowy roku 1920 do czerwca 1921. 
Redaktorem naczelnym był Wacław Berent; udział w redagowaniu pisma mieli także Władysław August Kościelski, Leopold Staff i Stefan Żeromski. Współpracownikami byli m.in.: Jan Kasprowicz, Ludwik Hieronim Morstin, Henryk Józef Marian Elzenberg, Adolf Nowaczyński, Edward Porębowicz, Tadeusz Sinko, Tadeusz Boy-Żeleński.
Kontynuatorem Nowego Przeglądu Literatury i Sztuki był Przegląd Warszawski.